# IC 12
IC 12 ist eine Spiralgalaxie vom Hubble-Typ Sab im Sternbild Fische auf der Ekliptik. Sie ist rund 274 Millionen Lichtjahre von der Milchstraße entfernt und hat einen Durchmesser von etwa 65.000 Lichtjahren.
Entdeckt wurde das Objekt am 7. November 1891 vom französischen Astronomen Stéphane Javelle.